# Maritza Arribas Robaina
Maritza Arribas Robaina (Santiago de Cuba, 2 de julio de 1971) es una gran maestra femenina de ajedrez cubana.

## Palmarés
Fue cuatro veces campeona de Cuba femenina de ajedrez en 1992, 1997, 2008 y 2009 y fue ganadora del campeonato de Cuba juvenil femenino en 1988, 1990 y 1991. A su vez, ganó el V campeonato individual Panamericano, en Mérida en 2000. Participó representando a Cuba en las Olimpíadas de ajedrez en once ocasiones, en 1988, 1990, 1994, 1996, 1998, 2000, 2002, 2004, 2006, 2008 y 2010.